# Cycnoches
Cycnoches é um género botânico pertencente à família das orquídeas (Orchidaceae). Foi proposto em 1832 por John Lindley, publicado em The Genera and Species of Orchidaceous Plants 154. A espécie tipo é a Cycnoches loddigesii Lindley. Seu nome vem do grego kyknos, cisne, e oches, pescoço, em referência ao formato da coluna de suas flores masculinas, que lembra um pescoço de cisne.

## Distribuição
Cerca de trinta espécies pertencem a este gênero de plantas em regra epífitas, que se encontram amplamente distribuídas pela América tropical, Central e do Sul, desde o México até a Bolívia e sudeste do Brasil, podendo ser considerado o norte da Amazônia seu centro de dispersão. Normalmente habitam troncos de palmeiras, ou outras árvores onde haja grande produção de detritos, que, como em Catasetum e Mormodes, acabam por acumular-se em meio às ramificações de suas raízes pneumatóforas. Preferem locais mais secos onde recebam bastante luminosidade.

## Descrição
As Cycnoches tem pseudobulbos carnosos e maciços, com diversos nodos e folhas dísticas, decíduas, finas e veiadas. A inflorescência normalmente brota nos nodos apicais em regra com flores unisexuadas. Por vezes apresenta duas inflorescências separadas com flores de sexos diferentres, ou mesmo variando alternadamente ao longo dos anos. Aparentemente a quantidade de luz que a planta recebe determina o tipo de flor a ser produzida.
As sépalas e pétalas, são livres, planas ou reflexas, carnosas ou membranosas, parecem-se, porém as últimas costumam ser algo mais largas. O labelo costuma ser bastante complicado, carnoso, em regra com excrescências longas e glândulas diversas plano ou levemente curvado e atenuado em unguículo para a base. A coluna não tem pé, é clavada no ápice.
Normalmente há mais flores masculinas que femininas, em poucas espécies ambas são parecidas sendo então a principal diferença o fato da coluna da flor masculina ser mais longa, delgada e arcada, sem apêndices na face anterior. Em ambas o ápice da coluna é espessado, na flor masculina a antera contém duas polínias redondas e compactas. Por outro lado, na maioria das espécies as flores femininas se parecem e são diferentes das flores masculinas, sua coluna é mais curta, alada na porção terminal ao lado da bem desenvolvida cavidade do estigma, apresenta antera atrofiada, e o labelo, sépalas e pélatas apresentam-se mais carnosos.
Características distintivas: Parentes próximas de Catasetum, deles de diferenciam pelos pseudobulbos em regra mais alongados, mas principalmente pela coluna das flores masculinas que é muito delgada, curva e longa, nunca com apêndices na face anterior.

## Lista de espécies
- Cycnoches amparoanum Schltr. (1923)
- Cycnoches aureum Lindl. & Paxton  (1852)
- Cycnoches barthiorum G.F.Carr & Christenson  (1999)
- Cycnoches bennettii Dodson  Icon. Pl. Trop.  (1989)
- Cycnoches brachydactylon Schltr.  (1924)
- Cycnoches carrii Christenson  (1999)
- Cycnoches chlorochilon Klotzsch  (1838)
- Cycnoches christensonii D.E.Benn.  (1998)
- Cycnoches cooperi Rolfe  (1913)
  - Cycnoches cooperi subsp. ayacuchoensis D.E.Benn. & Christenson  (1998)
  - Cycnoches cooperi subsp. cooperi.
  - Cycnoches cooperi var. villenae G.F.Carr & A.Prieto  (2002)
- Cycnoches densiflorum Rolfe  (1909)
- Cycnoches dianae Rchb.f.  (1852)
- Cycnoches egertonianum Bateman  (1842)
- Cycnoches farnsworthianum D.E.Benn. & Christenson  (2001)
- Cycnoches glanduliferum Rolfe  (1892)
- Cycnoches guttulatum Schltr.  (1922)
- Cycnoches haagii Barb.Rodr.  (1881)
- Cycnoches herrenhusanum Jenny & G.A.Romero  (1991)
- Cycnoches jarae Dodson & D.E.Benn.  (1989)
- Cycnoches lehmannii Rchb.f.  (1878)
- Cycnoches loddigesii Lindl.  (1832) - Typus Species -
- Cycnoches lusiae G.A.Romero & Garay  (1999)
- Cycnoches maculatum Lindl.  (1840)
- Cycnoches manoelae P.Castro & Campacci  (1993)
- Cycnoches pachydactylon Schltr.  (1922)
- Cycnoches pentadactylon Lindl. (1843)
- Cycnoches peruvianum Rolfe  (1891)
- Cycnoches powellii Schltr.   (1922)
- Cycnoches quatuorcristis D.E.Benn.  (1992)
- Cycnoches rossianum Rolfe  (1891)
- Cycnoches schmidtianum Christenson & G.F.Carr  (2001)
- Cycnoches stelliferum Lodd.  (1844)
- Cycnoches stenodactylon Schltr.  (1922)
- Cycnoches suarezii Dodson  Icon. (1989)
- Cycnoches thurstoniorum Dodson  (1989)
- Cycnoches ventricosum Bateman  (1838)
- Cycnoches warszewiczii Rchb.f.  (1852)